# Boscos tropicals de pi de Sumatra
Els boscos de pi tropicals de Sumatra són una ecoregió terrestre situada a l'ecozona indomalaia.
Els boscos de pins no són un tipus de vegetació que es podria trobar a una regió tropical, però en una petita zona del nord de Sumatra, és la vegetació dominant. Els boscos de pi tropicals de Sumatra amb el codi identificatiu de l'organització WWF IM0304, no són tan rics en espècies com els boscos de muntanya dels voltants, però contenen espècies similars i també d'adaptades a la vegetació pròpia de l'ecoregió.

## Ubicació i descripció general
Aquesta ecoregió representa els boscos de pins tropicals al nord de Sumatra, a prop del llac Toba i al llarg de la serralada Barisan. Aquests boscos es produeixen a la zona montana de Sumatra. Fa uns 150 milions d'anys, Borneo, Sumatra i l'oest de Sulawesi es van separar de Gondwana i es van desplaçar cap al nord. Fa uns 70 milions d'anys, l'Índia es va col·locar al sud de la placa terrestre asiàtica, formant l'Himàlaia, i una empenta associada va formar les muntanyes Barisan de Sumatra, que recorren longitudinalment l'illa de Sumatra.
Aquests boscos de pins es troben als vessants més alts de Sumatra, especialment al nord de l'illa, a prop del llac Toba i al llarg de les muntanyes Barisan, inclòs l'alt Puig Leuser.
Amb 2500 mm de pluja a l'any, els boscos de pins tenen un clima de selva tropical, però són més secs que les àrees inferiors de selva espessa amb les quals comparteixen vessants, especialment en la cara més seca de l'est de la serralada.

## Característiques de la biodiversitat

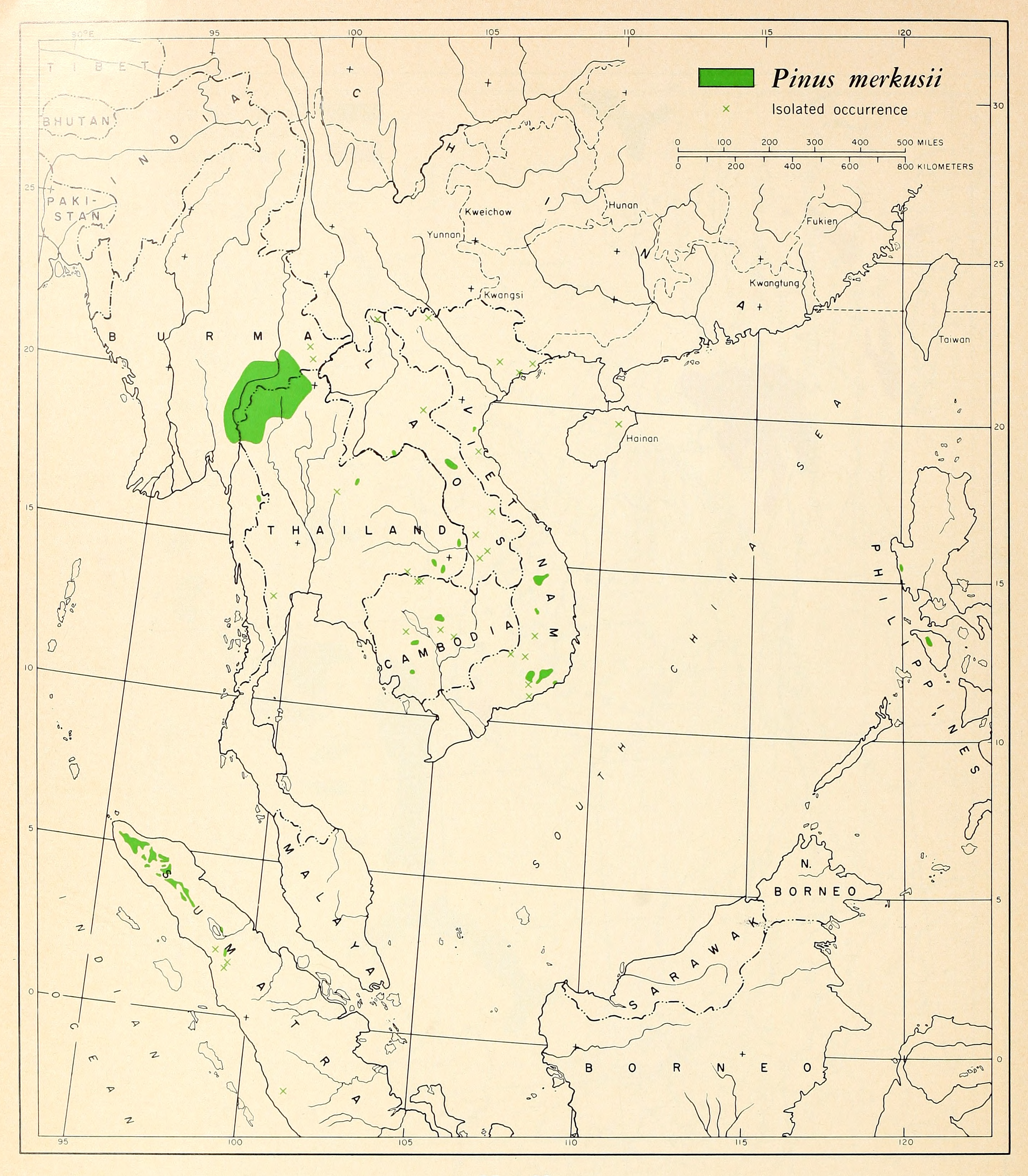
Mapa d'extensió de l'hàbitat asiàtic de Pinus merkusii, present a l'ecoregió de la què se'n parla en l'article. Any 1966

La flora i la fauna dels boscos de pins no són tan diferents com les del bosc de muntanya dels voltants o de les terres baixes. No hi ha mamífers endèmics o gairebé endèmics en aquesta ecoregió. Només del 3 al 4 per cent de les espècies d'aus que es troben a les selves dels voltants també es van trobar a les pinedes. Una gran majoria de les espècies d'aus que es troben en aquests boscos són comunes a boscos alterats o secundaris. Dotze espècies d'ocells gairebé endèmiques s'atribueixen a aquesta ecoregió.

### Flora

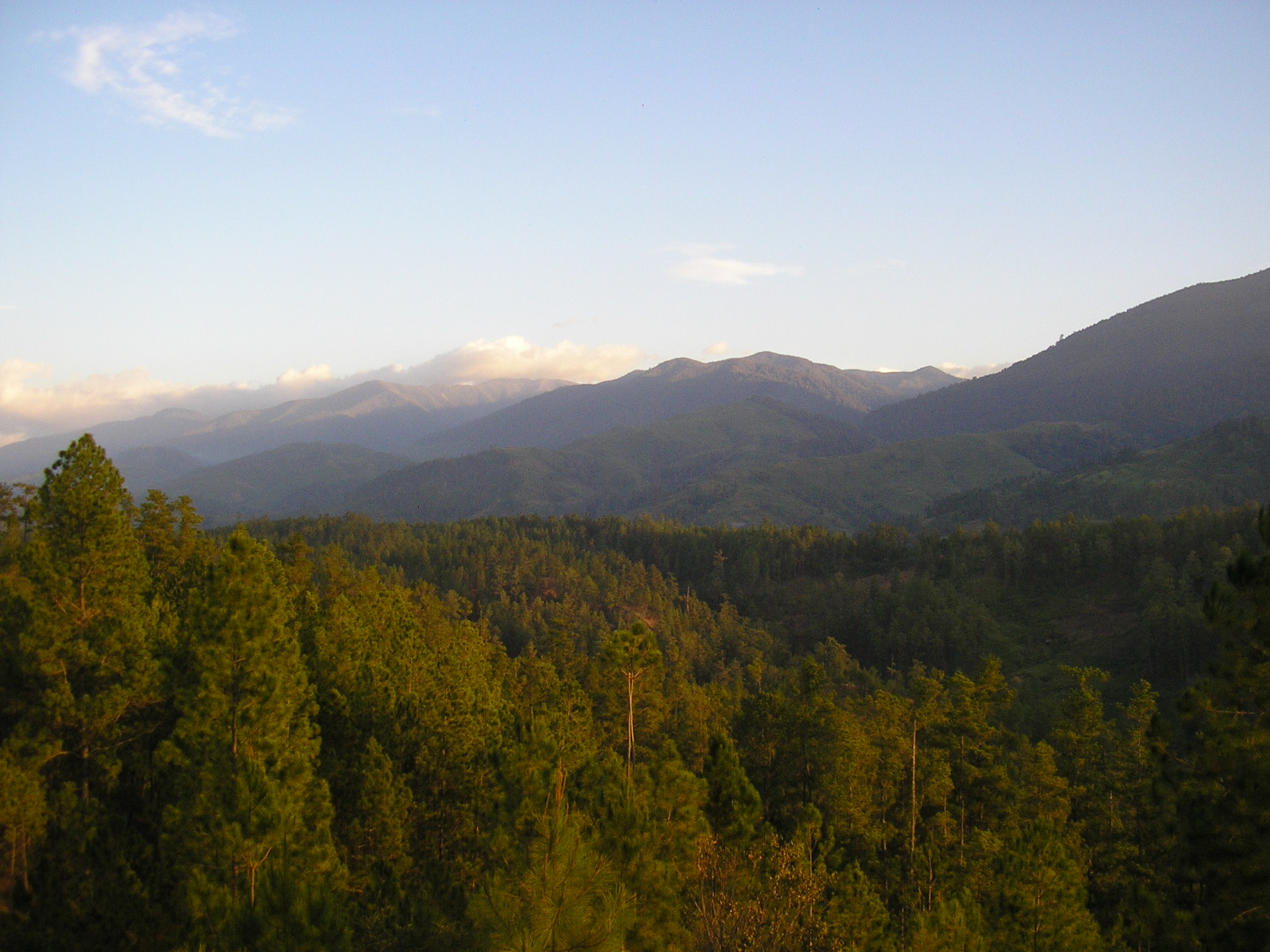
Bosc en la Regència de Gayo Lues

Aquesta ecoregió és una de les zones rares de bosc de pins al tròpic amb l'espècie dominant el pi de Sumatra (Pinus merkusii), que s'ha convertit en zones en què la selva tropical ha estat pertorbada al llarg de la història per esdeveniments que inclouen esllavissades de terra i incendis forestals, així com la clarejada antropogènica. L'incendi forestal és una característica continuada del cicle de vida del bosc.

### Fauna
Aquí hi ha menys vida salvatge que a la selva tropical que cobreix la major part de l'illa i no hi ha mamífers endèmics, però encara hi ha moltes espècies gairebé endèmiques incloses aus com el pit-roig de Sonda.

## Estat actual
Els boscos de pins es troben a les zones muntanyoses i grans porcions de l'ecoregió es troben dins de dos parcs nacionals, Kerinci Seblat i Lingga Isaq. Aquesta ecoregió es crema freqüentment per causes naturals i antropogèniques.

### Tipus i severitat de les amenaces
Els boscos de pins estan molt menys amenaçats que les terres baixes i els boscos de muntanya que els envolten. Més d'un terç de l'ecoregió es troba en zones protegides i a l'ecoregió li falten espècies d'arbres de dipterocarp d'alt valor. Per tant, aquests boscos estan menys amenaçats per la tala que el paisatge que l'envolta.